# Сонир, Прем Майя
Прем Майя Сонир (хинди प्रेम माया सोनिर, англ. Prem Maya Sonir, 14 июля 1961) — индийская хоккеистка (хоккей на траве), полевой игрок. Чемпионка летних Азиатских игр 1982 года.

## Биография
Прем Майя Сонир родилась 14 июля 1961 года.
В 1980 году вошла в состав женской сборной Индии по хоккею на траве на летних Олимпийских играх в Москве, занявшей 4-е место. Играла в поле, провела 5 матчей, забила 2 мяча (по одному в ворота сборных Польши и Чехословакии).
В 1982 году в составе сборной Индии завоевала золотую медаль хоккейного турнира летних Азиатских игр в Нью-Дели.
В 1985 году удостоена национальной спортивной премии «Арджуна».
Работает заместителем директора по спорту Северо-Восточной железной дороги. Тренирует женскую команду Индийских железных дорог, которая неоднократно выигрывала чемпионат страны.

## Семья
Муж —  Прасад Баччан, баскетболист, выступавший за Индийские железные дороги. Есть двое сыновей — Анкит Баччан и Арпит Баччан.